# Suelle Shepperd
Suelle Shepperd (10 november 1983) is een Surinaams basketballer, bodybuilder, thaibokser, thaiboksscheidsrechter en voetbalscheidsrechter. In al deze sporten is ze op nationaal en internationaal niveau actief geweest.

## Studie
Suelle Shepperd behaalde in 2012 een bachelorgraad aan de Anton de Kom Universiteit in Agogische Wetenschappen en in 2014 een bachelorgraad in Humanresourcesmanagement (HRM) aan het FHR Institute. Hierna ging ze aan het FHR verder met een masterstudie in HRM.
In februari 2019 was ze medeoprichter van de spaar- en kredietcoöperatie Sparen voor de Toekomst (Spavto) met het doel om studenten in de studiekosten te ondersteunen met microfinanciering. Deze was noodzakelijk geworden omdat de Nationale Ontwikkelingsbank (NOB), die hier in beginsel verantwoordelijk voor is, in de praktijk vrijwel geen studiefinanciering meer uitgaf. Ondertussen werd ze in oktober 2019 gekozen tot ondervoorzitter en penningmeester van de Vereniging voor Minder draagkrachtige Studenten.

## Allround sportster
Shepperd sport op het hoogste niveau in meerdere disciplines. Daarnaast is ze actief als sporttrainer.

### Bodybuilding
Ze komt in het bodybuilding uit voor Fitness Factory Suriname. In december 2014 werd ze in de Congreshal in Paramaribo bij de verkiezing van Miss Bikini derde. Hiermee kwalificeerde ze zich voor de bodybuilding- en fitnesswedstrijd Flex Night in Guyana. Daar werd ze in de verkiezing van Miss Bikini Tall tweede, van de Miss Best Legs derde en van de Miss Bikini Overall tweede. Ook in 2015 zette ze goede prestaties neer tijdens de Flex Night.
Begin april 2016 vertegenwoordigde ze Suriname op de Arnold Classic Open die in de Braziliaanse hoofdstad Rio de Janeiro werd gehouden en in 2017 opnieuw. In oktober 2016 werd ze op de bodybuildingwedstrijd Darcy Beckles Invitational Classic op Barbados zesde en in november 2017 vijfde. Tijdens de The Stage of Champions in de Guyaanse hoofdstad Georgetown werd ze in november 2016 derde en in november 2017 opnieuw derde.
Rond 2019 is ze actief in de programma's Muscle Camp en Fitness Gym NRT van de Surinaamse Bodybuilding en Weightlifting Bond (SBWB). Verder geeft ze voor Body Technicians Suriname voorlichting over voeding en traint ze opkomende bodybuilders in bootcamps.

### Basketbal
Ze speelt basketbal in de SBA Dames Hoofdklasse voor de sportvereniging Yellow Birds. Ze werd met haar team Surinaams kampioen in 2012 en herhaalde dit jaarlijks meer dan tien jaar lang. In 2015 speelde zij niet mee in de finale omdat ze in het buitenland verbleef. Ze speelt nog steeds op hoofdklasseniveau (stand 2023).
Voor het Surinaams damesbasketbalteam kwam ze in 2018 uit tijdens CaribeBasket, het toernooi van de Caribbean Basketball Confederation  (CBC), en in 2019 tijdens de FIBA Women's AmeriCup. Ook speelde ze vriendschappelijke interlands, zoals in 2016 in Suriname tegen USL Montjoly uit Frans-Guyana.

### Thaiboksen
Rond 2006 thaibokste ze voor Simson Gym. In dat jaar won ze een wedstrijd tegen Rosanne Schenij op punten in de Night of Glory en tegen Sandri Gomme uit Frans-Guyana met een knock-out in de Night of Greatness.
In 2010 was ze vier weken voor training in Woerden, Nederland, en won ze haar wedstrijd tijdens de FridayNight FightNight (FNFN). In maart 2015 was ze gekandideerd voor het internationale thaiboksgala Ladies Fight For Pink in de Anthony Nesty Sporthal. Rond 2023 was ze scheidsrechter bij de junioren thaiboksers.

### Voetbalscheidsrechter
Ze is assistent-voetbalscheidsrechter in de SVB Hoofdklasse, het hoogste niveau van het Surinaamse mannenvoetbal. In 2014 debuteerde ze als assistent-scheidsrechter voor de FIFA. In juni 2017 was zij een van de scheidsrechters in de vriendschappelijke wedstrijd van Curaçao tegen Nicaragua. Eind 2019 verstrekte de FIFA voor het tweede jaar op rij geen licentie (batch) aan een scheidsrechter uit Suriname; dit was tijdens de coronapandemie. Begin 2021 werd ze opnieuw geselecteerd. Haar FIFA-batch werd vernieuwd in 2022 en ze assisteerde dat jaar in vier interlands onder 17 jaar en in twee kwalificatiewedstrijden voor het Wereldkampioenschap voetbal vrouwen van 2023. Eind december 2022 werd haar FIFA-batch opnieuw toegekend.